# Franciscus Sylvius
Franciscus Sylvius, właśc. François Deleboe, także Franz de la Boé (ur. 15 marca 1614 w Hanau, zm. 14 listopada 1672 w Lejdzie) – holenderski lekarz anatom, profesor uniwersytecki.
Od 1658 nauczał w Lejdzie. Jako pierwszy opisał bruzdę boczną w ludzkim mózgu (zwaną na jego cześć bruzdą Sylwiusza) i wodociąg mózgu (wodociąg Sylwiusza); badał procesy fizjologiczne zachodzące w organizmie ludzkim, takie jak wydzielanie śliny i żółci oraz działania soku żołądkowego. Jako pierwszy odkrył w płucach zmarłych na gruźlicę gruzełki, które nazwał tuberculi.
Od jego nazwiska pochodzi nazwa minerału, chlorku potasu (sylwin).